# 宝泉院 (岐阜市)
宝泉院（ほうせんいん）は岐阜県岐阜市粟野西にある大日大聖不動明王を本尊とする真言宗醍醐派の寺院で、山号は神変山。美濃新四国62番札所。
慶長10年（1605年）に武儀郡上河和村（現在の美濃市上河和）にて弘円が創建する。昭和6年（1931年）に17世実道法印が粟野西へ移り、昭和52年（1977年）に18世芳勝法印が本堂や境内を整備するため現在地に移転した。